# Götlunda socken, Närke
Götlunda socken i Närke ingick i Glanshammars härad, ingår sedan 1974 i Arboga kommun i Västmanlands län och motsvarar från 2016 Götlunda distrikt.
Socknens areal är 159,44 kvadratkilometer, varav 154,74 land. År 2000 fanns här 1 428 invånare. Kyrkbyn Götlunda med Götlunda kyrka ligger i socknen.

## Administrativ historik
Götlunda socken har medeltida ursprung. 1449 införlivades Lungers socken. 
Vid kommunreformen 1862 övergick socknens ansvar för de kyrkliga frågorna till Götlunda församling i Strängnäs stift och för de borgerliga frågorna till Götlunda landskommun. Landskommunen inkorporerades 1952 i Glanshammars landskommun som upplöstes 1974 då detta område uppgick i Arboga kommun och också då överfördes från Örebro län till Västmanlands län. Församlingen uppgick 2006 i Arbogabygdens församling efter att 1975 överförts till Västerås stift.
1 januari 2016 inrättades distriktet Götlunda, med samma omfattning som församlingen hade 1999/2000.
Socknen har tillhört fögderier, tingslag och domsagor enligt vad som beskrivs i artikeln Närke.  De indelta soldaterna tillhörde Örebro kompani vid Närkes regemente (I 21) och Livskvadronen vid Livregementets husarkår (K 3).

## Geografi
Götlunda socken ligger sydväst om Arboga, norr om Hjälmaren med Arbogaån i norr. Socknen har slättbygd vid Hjälmaren och är i övrigt en kuperad skogsbygd.

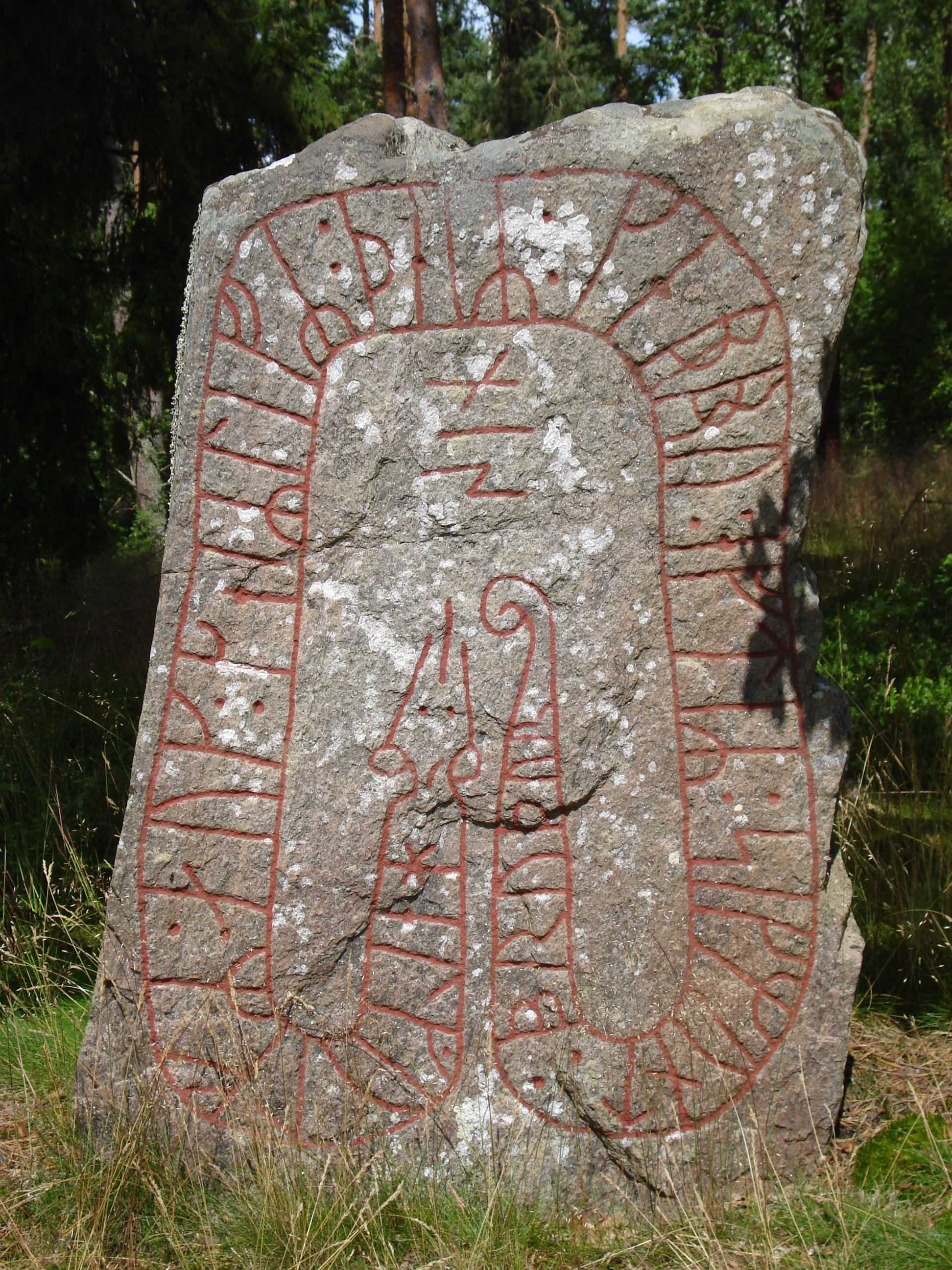
Kung Sigges sten

## Fornlämningar
Tio mindre gravfält från järnåldern är funna samt en skeppssättning samt två fornborgar från samma tid. Två runristningar är kända. Här finns också rester av ett fäste från medeltiden vid Arbogaån.

## Namnet
Namnet (1314 Götälundum) kommer troligen från prästgården. Efterleden är plural av lund, 'skogsdunge'. Förleden kan innehålla folkslagsbeteckningen götar.

## Befolkningsutveckling
| Befolkningsutvecklingen i Götlunda socken, Närke 1810–1990                                              | Befolkningsutvecklingen i Götlunda socken, Närke 1810–1990 | Befolkningsutvecklingen i Götlunda socken, Närke 1810–1990 | Befolkningsutvecklingen i Götlunda socken, Närke 1810–1990 | Befolkningsutvecklingen i Götlunda socken, Närke 1810–1990 |
| --- | ---------------------------------------------------------- | ---------------------------------------------------------- | ---------------------------------------------------------- | ---------------------------------------------------------- |
| |                                                            |                                                            |                                                            |                                                            |
| År |                                                            |                                                            | Folkmängd                                                  |                                                            |
| 1810 | 1810                                                       |                                                            | 1 834                                                      |                                                            |
| 1820 | 1820                                                       |                                                            | 1 966                                                      |                                                            |
| 1830 | 1830                                                       |                                                            | 2 306                                                      |                                                            |
| 1840 | 1840                                                       |                                                            | 2 447                                                      |                                                            |
| 1850 | 1850                                                       |                                                            | 2 507                                                      |                                                            |
| 1860 | 1860                                                       |                                                            | 2 544                                                      |                                                            |
| 1870 | 1870                                                       |                                                            | 2 729                                                      |                                                            |
| 1880 | 1880                                                       |                                                            | 2 764                                                      |                                                            |
| 1890 | 1890                                                       |                                                            | 2 927                                                      |                                                            |
| 1900 | 1900                                                       |                                                            | 3 041                                                      |                                                            |
| 1910 | 1910                                                       |                                                            | 2 974                                                      |                                                            |
| 1920 | 1920                                                       |                                                            | 3 021                                                      |                                                            |
| 1930 | 1930                                                       |                                                            | 2 720                                                      |                                                            |
| 1940 | 1940                                                       |                                                            | 2 275                                                      |                                                            |
| 1950 | 1950                                                       |                                                            | 1 923                                                      |                                                            |
| 1960 | 1960                                                       |                                                            | 1 618                                                      |                                                            |
| 1970 | 1970                                                       |                                                            | 1 306                                                      |                                                            |
| 1980 | 1980                                                       |                                                            | 1 405                                                      |                                                            |
| 1990 | 1990                                                       |                                                            | 1 437                                                      |                                                            |
| Anm: Källor: Umeå universitet - Tabellverket 1749-1859, Demografiska databasen, CEDAR, Umeå universitet |                                                            |                                                            |                                                            |                                                            |